# Thomas Enhco

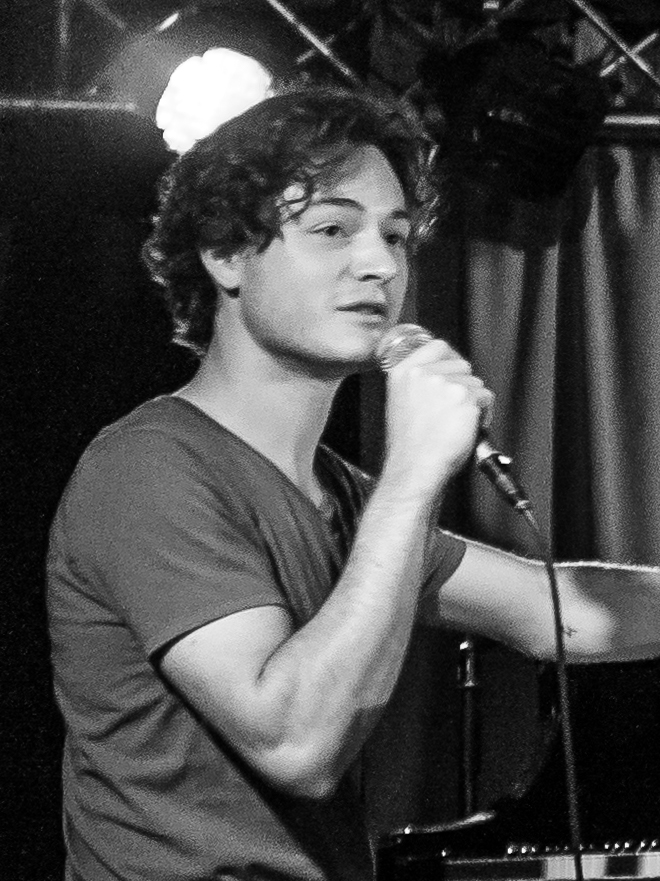
Thomas Enhco auf dem North Sea Jazz Festival, Rotterdam 2015

Thomas Enhco (* 29. September 1988 in Paris) ist ein französischer Jazzmusiker (Piano, Geige, Komposition) und Filmkomponist.

## Leben

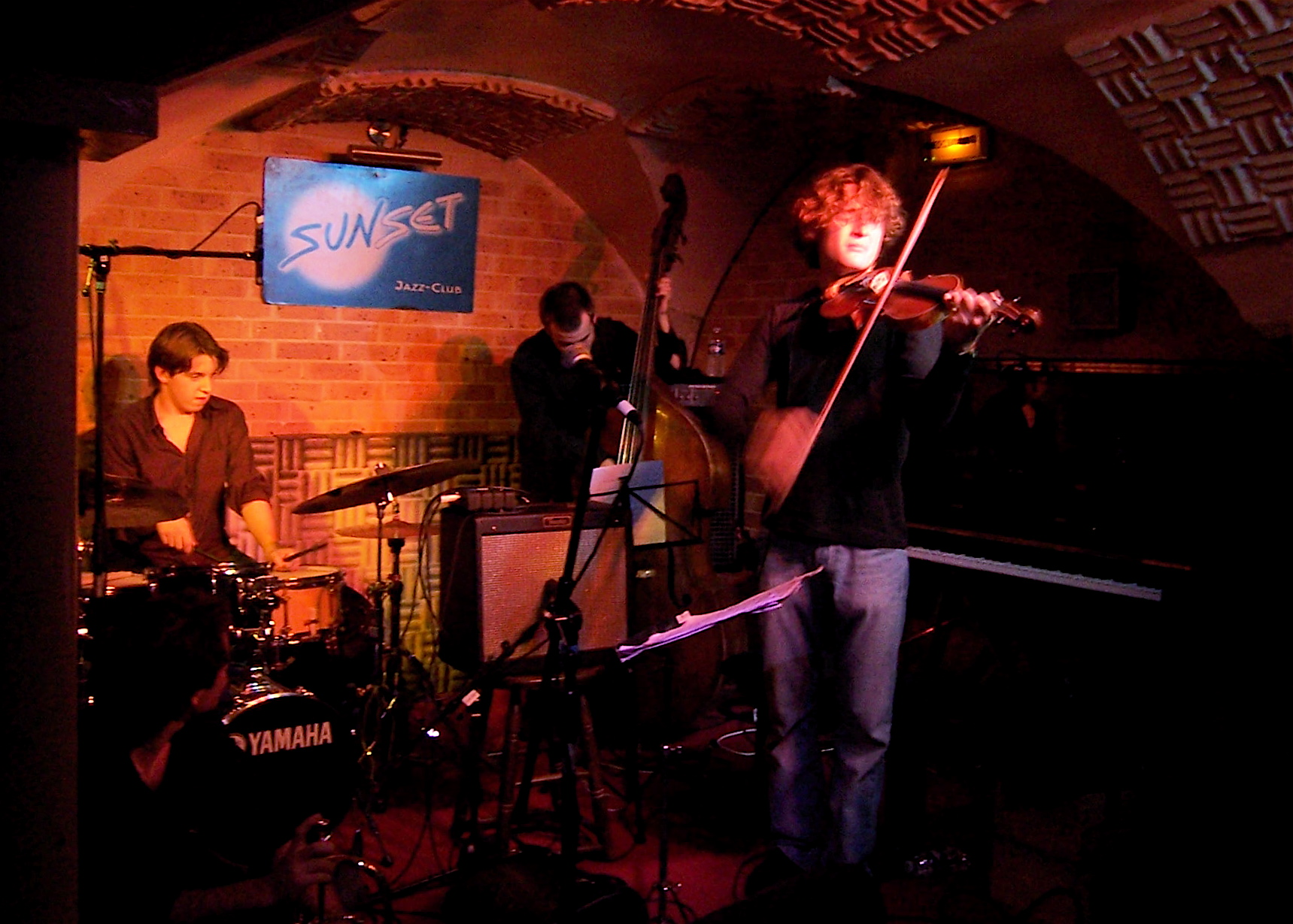
David und Thomas Enhco (rechts vorn) bei einem Konzert im Sunset-Sunside in Paris 2008

Enhco, ein Enkel des Dirigenten Jean-Claude Casadesus und Sohn der Sopranistin Caroline Casadesus, begann mit drei Jahren Geige zu lernen, mit sechs Jahren hatte er Klavierunterricht. Bereits im Kindesalter trat er im Raum Seine-et-Marne mit der Little Jazz Band auf. 1998 lud ihn Didier Lockwood ein, auf dem Festival Jazz à Juan aufzutreten. Mit zwölf Jahren begann er Unterricht am Centre des Musiques Didier Lockwood (CMDL) zu nehmen; in dieser Zeit spielte er u. a. mit Mike Stern, Biréli Lagrène, André Ceccarelli und Niels Henning Ørsted Pedersen. Mit 18 Jahren hatte er Gelegenheit, mit Peter Erskine sein Debütalbum Esquisse (2006) aufzunehmen.
Enhco studierte am Conservatoire national supérieur de musique et de danse de Paris Jazz und Improvisation; Unterricht hatte er u. a. bei Riccardo Del Fra, Hervé Sellin, Dré Pallemaerts und François Théberge. Weitere Aufnahmen entstanden 2007 mit dem Quartett von Romane/Richard Manetti. Anfang 2009 spielte er für das japanische Label Blue in Green das Album Someday My Prince Will Come ein, auf dem er Jazzstandards interpretierte; Mitwirkende waren sein Bruder David Enhco (Trompete, Flügelhorn), Joachim Govin (Bass) und Nicolas Charlier (Schlagzeug). 2012 nahm er in New York im Trio mit John Patitucci und Jack DeJohnette das Album Jack & John auf, gefolgt von Fireflies (Label Bleu mit Chris Jennings und Nicolas Charlier). Im Bereich des Jazz war er zwischen 2007 und 2013 an sechs Aufnahmesessions beteiligt. Ferner schrieb er Filmmusiken für mehrere Fernseh- und Dokumentarfilme, u. a. für die Arte-Produktion Die Mondnacht von Toulon (2011).

## Diskografie
- Fireflies (2013)
- Feathers (2015)
- Funambules (2016)

## Preise und Auszeichnungen
Enhco erlangte 2010 den dritten Platz beim Concours de piano jazz international Martial Solal. Im selben Jahr erhielt er den Django d’Or in der Kategorie Neues Talent für sein Album Someday My Prince Will Come, 2011 den ersten Preis beim Wettbewerb des Jazzfestivals Jazz à Montauban. 2012 wurde er mit dem FIPA d'Or für die beste Filmmusik für den Film Die Mondnacht von Toulon ausgezeichnet.